# Джирард (Огайо)
Джирард (англ. Girard) — місто (англ. city) в США, в окрузі Трамбалл штату Огайо. Населення — 9603 особи (2020).

## Географія
Джирард розташований за координатами 41°10′5″ пн. ш. 80°41′46″ зх. д. / 41.16806° пн. ш. 80.69611° зх. д. (41.168098, -80.696088).  За даними Бюро перепису населення США в 2010 році місто мало площу 16,48 км², з яких 15,22 км² — суходіл та 1,26 км² — водойми.

## Демографія
Згідно з переписом 2010 року, у місті мешкало 9958 осіб у 4307 домогосподарствах у складі 2663 родин. Густота населення становила 604 особи/км².  Було 4746 помешкань (288/км²).
Расовий склад населення:
| - 93,2 % — білих - 4,0 % — чорних або афроамериканців - 0,3 % — азіатів - 0,1 % — корінних американців |

До двох чи більше рас належало 2,2 %. Частка іспаномовних становила 2,1 % від усіх жителів.
За віковим діапазоном населення розподілялося таким чином: 21,9 % — особи молодші 18 років, 61,0 % — особи у віці 18—64 років, 17,1 % — особи у віці 65 років та старші. Медіана віку мешканця становила 41,8 року. На 100 осіб жіночої статі у місті припадало 87,7 чоловіків;  на 100 жінок у віці від 18 років та старших — 84,6 чоловіків також старших 18 років.
Середній дохід на одне домашнє господарство  становив 48 134 долари США (медіана — 38 771), а середній дохід на одну сім'ю — 55 039 доларів (медіана — 49 036). Медіана доходів становила 36 702 долари для чоловіків та 28 767 доларів для жінок. За межею бідності перебувало 18,5 % осіб, у тому числі 32,8 % дітей у віці до 18 років та 7,1 % осіб у віці 65 років та старших.
Цивільне працевлаштоване населення становило 4162 особи. Основні галузі зайнятості: освіта, охорона здоров'я та соціальна допомога — 22,6 %, роздрібна торгівля — 15,4 %, виробництво — 15,3 %.